# Сага (стрип)
Сага (енгл. Saga) јесте серија епских свемирских опера и научно-фантастичких стрипова које је написао Брајан К. Вон и илустровала Фиона Стејплс у месечном издању америчке компаније „Имиџ комикс”. Серија је била под великим утицајем Звезданих ратова и заснована је на идејама које је Вон замислио још као дете, те је повезао с идејама које је смислио кад је постао родитељ. Серија приказује брачни пар Алану и Марка који долазе из двеју међусобно зараћених ванземаљских раса. Они беже од власти својих земаља током галактичкога рата. У међувремену бринући о својој кћерки Хејзел која је рођена на самоме почетку серија, а која се појављује у улозу невиђенога преповедача у њеноме зрелом добу.
Стрип је описан као место у којем се „Звездани ратови сусрећу с Игром престола”, а критичари су га описали као епове с једне стране научне фантастике и епске фантастике као што су Господар прстенова и, с друге стране, класична дела попут Ромеа и Јулије. То је Воново прво дело у његовоме власништву које је објавио „Имиџ комикс” и прво његово дело у којем користи нарацију у писању. Вон је навео да ће цела серија обухватити 108 издања.
Први број Саге изашао је 14. марта 2012. године уз позитивне критике и распродато целокупно прво издање. У мекоме повезу је обједињен октобра 2012. год. У продаји је наставио континуиран успех. Целокупна издања ове серије су надмашиле и стрип Окружен мртвима који је био један од најуспешнијих стрипова свих времена. Серија је отишла у стваралачку кризу и паузу када је достигла средину, однсоно број 54 у јулу 2018. године. Октобра 2021. Вон је најавио да ће се серија вратити својим 55. издањем у јануару 2022.
Сага је наишла на широко признање критике и један је од најславнијих стрипова који се објављују у САД свих времена. Добио је такође бројне награде, укључујући и 12 Ајзнерових награда и 17 Харвијевих награда између 2013. и 2017. године. Прва обједињена прича у мекоме повезу освојила је награду Хјуго 2013. за најбољу графичку причу. Запажена је такође по свом разноликом приказу етничке припадности, сексуалности и родних и друштвених улога, као и по своме третману рата.